# Rhetus periander
Rhetus periander is een vlindersoort uit de familie van de prachtvlinders (Riodinidae), onderfamilie Riodininae.
Rhetus periander werd in 1777 beschreven door Cramer.